# اوزون‌کایا (گوزل‌یورت)
اوزون‌کایا (به ترکی استانبولی: Uzunkaya) یک منطقهٔ مسکونی در ترکیه است که در گوزل‌یورت واقع شده‌است.